# Clermont (Floryda)
Clermont – miasto w Stanach Zjednoczonych, w stanie Floryda, w hrabstwie Lake.